# Iodotropheus
Genre
Iodotropheus est un genre de poisson de la famille des Cichlidés. Les trois espèce de ce genre sont endémiques du lac Malawi en Afrique.

## Liste des espèces
Selon FishBase (25 jan. 2017) :
- Iodotropheus declivitas Stauffer, 1994
- Iodotropheus sprengerae Oliver & Loiselle, 1972
- Iodotropheus stuartgranti Konings, 1990